# 8.º Exército (Alemanha)
O  8º Exército foi formado em 26 de agosto de 1939 a partir do Heeresgruppenkommando 3. Conhecido também como Grenzabschnittskommando Mitte atuou desde 2 de Outubro de 1939 até 13 de Outubro de 1939, sendo redesignado 2º Exército em 20 de Outubro de 1939.
8º Exército foi reformado em 22 de Agosto de 1943 a partir do Armeeabteilung Kempf. Também era conhecido como Grupo de Exército Wöhler e comandou vários exércitos Romenos e Húngaros entre Março de 1944 e Dezembro de 1944.

## Comandantes
- Generaloberst Johannes Blaskowitz (26 Agosto 1939 – 20 Outubro 1939)[2]
- General der Infanterie Otto Wöhler (22 Agosto 1943 – 22 Dezembro 1944)
- General der Panzertruppe Ulrich Kleemann (22 Dezembro 1944 – 28 Dezembro 1944)
- General der Gebirgstruppen Hans Kreysing (28 Dezembro 1944 – 8 Maio 1945)

## Chiefs of Staff
- Generalleutnant Hans-Gustav Felber (26 Agosto 1939 – 20 Outubro 1939)[2]
- Generalleutnant Dr. phil. Hans Speidel (22 Agosto 1943 – 15 Maio 1944)
- Generalmajor Hellmuth Reinhardt (15 Maio 1944 – 30 Dezembro 1944)
- Generalmajor Karl Klotz (30 Dezembro 1944 – 8 Maio 1945)

## Oficiais de Operações
- Oberst Walter Schilling (1939 – 20 Outuro 1939)[2]
- Oberst Fritz Estor (22 Agosto 1943 – 10 Janeiro 1945)
- Oberstleutnant Hans Tümpling (10 Janeiro 1945 – 8 Maio 1945)

## Ordem de Batalha
21 de Agosto de 1943
- À disposição do 8º Exército
- XXXXVII Corpo Panzer (em transição)
- 34ª Divisão de Infantaria
- XXXXII Corpo de Exército
- 355ª Divisão de Infantaria
- 161ª Divisão de Infantaria
- Kampfgruppe 39ª Divisão de Infantaria
- Kampfgruppe 6ª Divisão Panzer (maior parte)
- Kampfgruppe 282ª Divisão de Infantaria
- XI Corpo de Exército
- 320ª Divisão de Infantaria
- 106ª Divisão de Infantaria
- Kampfgruppe 198ª Divisão de Infantaria
- Kampfgruppe 168ª Divisão de Infantaria
- 3ª Divisão Panzer + 6ª Divisão de Infantaria (parte)
- 167ª Divisão de Infantaria (restos)
- III Corpo Panzer
- SS-Panzergrenadier-Division “Wiking”
- SS-Panzergrenadier-Division “Das Reich” + 1/3 223ª Divisão de Infantaria
- SS-Panzergrenadier-Division “Totenkopf”
- 2/3 223ª Divisão de Infantaria

20 de Novembro de 1943
- XI Corpo de Exército
- 376ª Divisão de Infantaria
- 2/3 167ª Divisão de Infantaria
- 106ª Divisão de Infantaria + 39ª Divisão de Infantaria (restos)
- 282ª Divisão de Infantaria
- XXXXVII Corpo de Exército
- 389ª Divisão de Infantaria
- 320ª Divisão de Infantaria
- III Corpo Panzer
- 72ª Divisão de Infantaria + 1/3 167ª Divisão de Infantaria
- SS-Panzergrenadier-Division “Wiking”
- 57ª Divisão de Infantaria
- 11ª Divisão Panzer
- 355ª Divisão Panzer + SS-Kavallerie-Division (part/in transit)
- SS-Freiwilligen-Sturmbrigade “Wallonien”

26 de Dezembro de 1943
- III Corpo Panzer
- Kampfgruppe 376ª Divisão de Infantaria
- 14ª Divisão Panzer (maior parte)
- 10. Panzergrenadier Division + 14ª Divisão Panzer (parte)
- 3ª Divisão Panzer
- 6ª Divisão Panzer
- 11ª Divisão Panzer
- XXXXVII Corpo Panzer
- 320ª Divisão de Infantaria
- 106ª Divisão de Infantaria + 2/3 167ª Divisão de Infantaria
- 282ª Divisão de Infantaria
- 389ª Divisão de Infantaria
- Kampfgruppe SS-Kavallerie-Division
- XI Corpo de Exército
- 72ª Divisão de Infantaria + 1/3 167ª Divisão de Infantaria
- 57ª Divisão de Infantaria
- SS-Panzergrenadier-Division “Wiking” + SS-Freiwilligen-Sturmbrigade “Wallonien”

15 de Abril de 1944
- XXXX Corpo de Exército
- Kampfgruppe 282ª Divisão de Infantaria + Kampfgruppe 198ª Divisão de Infantaria
- 10. Panzergrenadier Division
- Kampfgruppe 3ª Divisão Panzer
- 11ª Divisão Panzer
- XXXXVII Corpo de Exército
- 14ª Divisão de Infantaria (Romênia)
- Kampfgruppe 106ª Divisão de Infantaria
- 370ª Divisão de Infantaria
- IV Corpo de Exército
- 79ª Divisão de Infantaria
- Kampfgruppe 376ª Divisão de Infantaria
- 23ª Divisão Panzer (maior parte)
- 5ª Divisão de Cavalaria (Romênia) + 7ª Divisão de Infantaria (Romenia) (parte)
- 23ª Divisão Panzer (parte)
- LVI Corpo Panzer
- 24ª Divisão de Infantaria
- Panzer-Grenadier-Division “Großdeutschland”
- IV. corpo de Exército romeno
- 18ª Divisão de Infantaria (Romênia)
- 3ª Divisão de Infantaria (Romênia)
- 7ª Divisão de Infantaria (Romênia) (parte)
- V. Corpo de Exércio (Romênia)
- 4ª Divisão de Infantaria (Romênia)
- Romanian 1st Guard Division

15 de Maio de 1944
À disposição do 8º Exército
- 13ª Divisão de Infantaria (Romênia)
- Kampfgruppe 198ª Divisão de Infantaria
- VII Corpo de Exército
- 14ª Divisão de Infantaria (Romênia)
- 106ª Divisão de Infantaria
- 370ª Divisão de Infantaria
- Gruppe General Mieth (IV. Armeekorps)
- 376ª Divisão de Infantaria + 79ª Divisão de Infantaria (parte)
- 11ª Divisão de Infantaria (Romênia)
- 79ª Divisão de Infantaria (maior parte)
- IV. Corpo de Exército (Romênia)
- 3ª Divisão de Infantaria (Romênia) (maior parte)
- 18ª Divisão de Infantaria (Romênia) + Brigade Sarca (Romanian 3 Infantry Division (part))
- VI. Corpo de Exército (Romenia)
- Romanian Motorized Brigade Cojucaru
- 102ª Brigada de Montanha (Romênia)
- 7ª Divisão de Infantaria (Romêniaa)
- 101ª Brigada de Montanha (Romênia)

15 de Junho de 1944
- IV. Corpo de Exército (Romênia)
- Romanian Motorized Brigade Cojucaru
- 102ª Brigada de Montanha (Romênia)
- 5ª Divisão de Cavalaria (Romênia)
- Gruppe General Mieth (IV Corpo de Exército)
- 376ª Divisão de Infantaria
- 11ª Divisão de Infantaria (Romênia)
- 23ª Divisão Panzer
- 79ª Divisão de Infantaria
- 3ª Divisão de Infantaria (Romênia)

15 de Julho de 1944
- Gruppe General Mieth (IV Corpo de Exército)
- 376ª Divisão de Infantaria
- 11ª Divisão de Infantaria
- 79ª Divisão de Infantaria
- IV. Corpo de Exército (Romênia)
- 3ª Divisão de Infantaria (Romênia)
- 7ª Divisão de Infantaria (Romênia)
- 102ª Divisão de Montanha (Romênia)
- 5ª Divisão de Cavalaria (Romênia)

31 de Agosto de 1944
- LVII Corpo de Exército
- 76ª Divisão de Infantaria (restos)
- Kampfgruppe 20ª Divisão Panzer (restos)
- 46ª Divisão de Infantaria (restos)
- 4. Gebirgs-Division
- XVII Corpo de Exército
- 3. Gebirgs-Division
- 8. Jäger-Division

13 de Outubro de 1944
- XXIX Corpo de Exército
- Hungarian 9th Field Replacement Division
- 8. SS-Kavallerie-Division “Florian Geyer”
- 4. Gebirgs-Division
- Hungarian IX Corps
- Hungarian 2nd Field Replacement Division
- 3. Gebirgs-Division
- XVII Corpo de Exército
- 27ª Divisão de Infantaria (Hungria)
- 8. Jäger-Division
- Hungarian 9th Border Guard Brigade

26 de Novembro de 1944
- XVII Corpo de Exército
- 24ª Divisão Panzer
- 8. Jäger-Division
- 15ª Divisão de Infantaria (less 1 Regiment) + 27ª Divisão de Infantaria (Hungria) (restos)
- 3. Gebirgs-Division

31 de Dezembro de 1944
- À disposição do 8º Exército
- Hungarian 9th Border Guard Brigade
- Hungarian 27ª Divisão de Infantaria (Hungria) (restos)
- Hungarian IX Corps
- IV Corpo Panzer
- 24ª Divisão Panzer
- 4. SS-Polizei-Panzergrenadier-Division + 18. SS-Freiwilligen-Panzergrenadier-Division “Horst Wessel”
- 46ª Divisão de Infantaria
- SS-Brigade “Dirlewanger”
- XXIX Corpo de Exército
- 8. Jäger-Division
- 76ª Divisão de Infantaria
- 15ª Divisão de Infantaria (less 1 Regiment)

1 de Março de 1945
- Panzerkorps “Feldherrnhalle”
- Kampfgruppe 211. Volks-Grenadier-Division + Kampfgruppe 13ª Divisão Panzer
- 46. Volksgrenadier Division
- 357ª Divisão de Infantaria
- 271. Volksgrenadier Division
- Panzer-Division “Feldherrnhalle” (restos)
- LXXII Corpo de Exército
- Gruppe Kaiser
- 8. Jäger-Division
- XXIX Corpo de Exército
- Kampfgruppe 76ª Divisão de Infantaria
- 15ª Divisão de Infantaria
- Gruppe General Aßmann (101. Jäger-Division) +  24ª Divisão de Infantaria (Hungria) + 5ª Divisão de Reserva (Hungria) (parte)

12 de Abril de 1945
À disposição do 8º Exército
- SS-Kampfgruppe “Trabandt”
- XXXXIII Corpo de Exército
- 37. SS-Freiwilligen-Kavallerie-Division “Lützow”
- 96ª Divisão de Infantaria
- Kampfgruppe 101. Jäger-Division
- 25ª Divisão Panzer
- Panzerkorps “Feldherrnhalle”
- 357ª Divisão de Infantaria
- Panzer-Division “Feldherrnhalle 1”
- Panzer-Division “Feldherrnhalle 2”
- Kampfgruppe 211. Volks-Grenadier-Division
- Panzer-Grenadier-Brigade 92
- LXXII Corpo de Exército
- Kampfgruppe 271. VolksGrenadier Division
- 46. VolksGrenadier Division
- Kampfgruppe 711ª Divisão de Infantaria
- 182ª Divisão de Infantaria

30 de Abril de 1945
- XXXXIII Corpo de Exército
- 96ª Divisão de Infantaria
- 48. Volks-Grenadier-Division
- Kampfgruppe 101. Jäger-Division
- Panzerkorps “Feldherrnhalle”
- Panzer-Division “Feldherrnhalle 2”
- Kampfgruppe 211. Volks-Grenadier-Division
- 357ª Divisão de Infantaria
- 25ª Divisão Panzer
- Kampfgruppe Reichsgrenadier-Division Hoch- und Deutschmeister